# Куканов, Райхан Матишевич
Райхан Матишевич Куканов (род. 29 марта 1947, Орск, Чкаловская область) — советский хоккеист, защитник, советский и казахстанский тренер. Заслуженный тренер Казахстана (1993).

## Биография
Казах, родился в Орске, вырос в посёлке мясокомбината, воспитывался на «Пищевике». Первый тренер — Николай Егоров. Выступал за команды низших лиг «Южный Урал» Орск (1964/65 — 1967/68, 1973/74), «Автомобилист» / «Енбек» Алма-Ата (1968/69 — 1972/73), «Строитель» / «Автомобилист» Караганда (1974/75 — 1980/81).
Был надежным, цепким защитником, шёл под броски соперника, вёл силовую борьбу, часто подключался к атаке. Проводил сложные технические приемы в силовом противоборстве с нападающими.
Окончил Высшую школу тренеров в Москве (1984), проходил практику в рижском «Динамо» в творческой лаборатории Владимира Юрзинова.
Тренер в «Автомобилисте» Караганда (1984/85). Главный тренер в командах «Строитель» Темиртау (1985/86 — 1987/88), ШВСМ-«Таврия» / «Торпедо-2» Усть-Каменогорск (1991/92 — 1993/94), «Строитель» Караганда (1994/95), «Носта — Южный Урал» Новотроицк — Орск (1996/97 — 2000/01), «Иртыш» Павлодар (2004/05 — 2005/06), «Горняк» Рудный (2007/08 — 2008/09). Тренер сборной Казахстана U18 (1992—1993).
Победитель финального турнира высшей лиги 1998/99, финалист Кубка Федерации 1999/2000.
Десять лет работал детским тренером в ПСО (Экибастуз).